# Mistrzostwa NCAA Division II w Zapasach w 2012
Mistrzostwa NCAA Division II w zapasach w 2012 roku rozegrane zostały w Pueblo w dniach 9–10 marca. Zawody odbyły się w Massari Arena, na terenie Colorado State University–Pueblo.
- Outstanding Wrestler – Luke McPeek

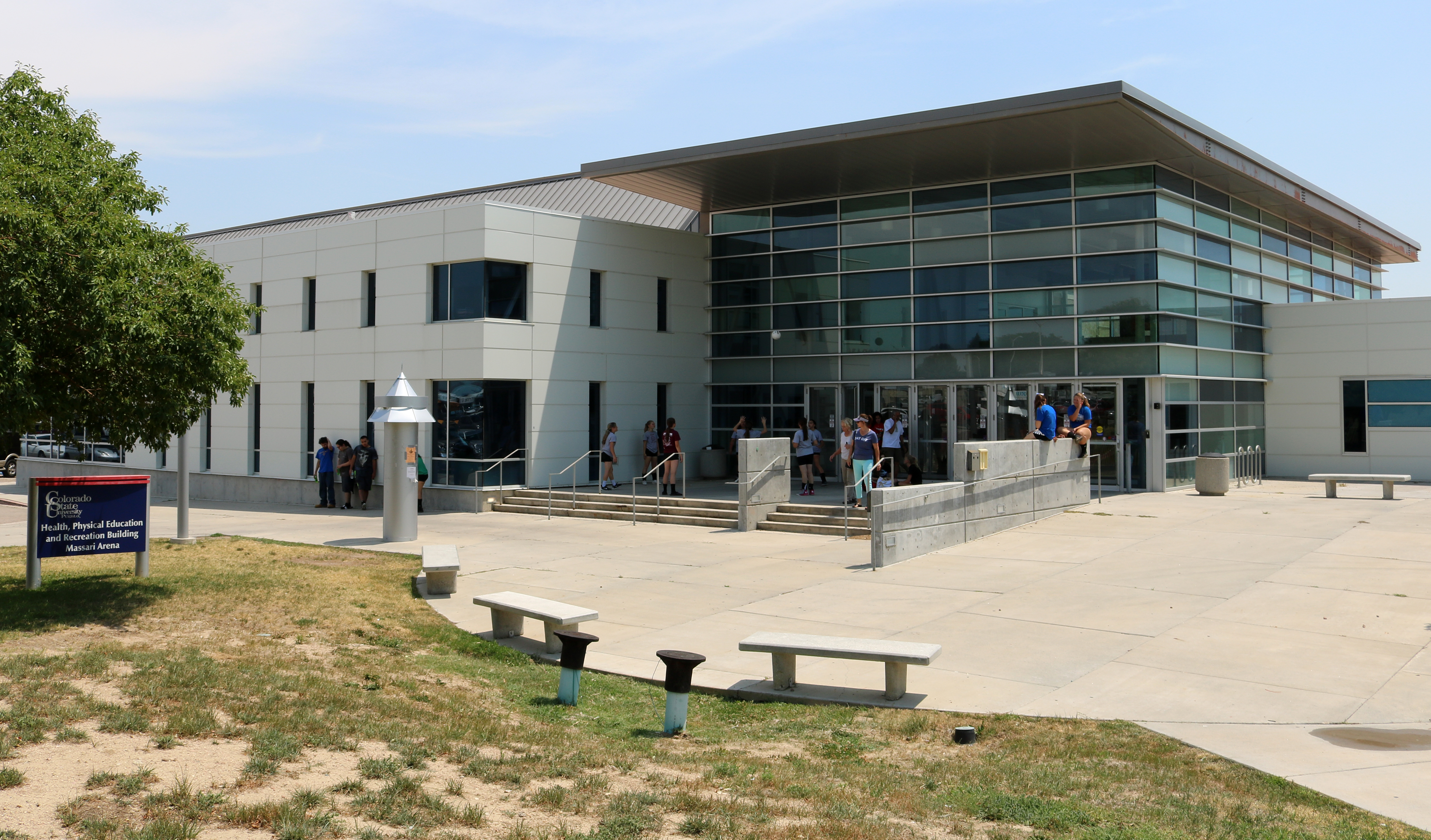

Punkty zdobyło 37 drużyn.

## Wyniki

### Drużynowo
| Kolejność | Szkoła                                   | Zespół    |
| --------- | ---------------------------------------- | --------- |
| 1.        | University of Nebraska at Kearney        | Lopers    |
| 2.        | St. Cloud State University               | Huskies   |
| 3.        | University of Findlay                    | Oilers    |
| 3.        | Grand Canyon University                  | Antelopes |
| 5.        | Newberry College                         | Wolves    |
| 6.        | Upper Iowa University                    | Peacocks  |
| 6.        | University of Wisconsin–Parkside         | Rangers   |
| 8.        | Adams State University                   | Grizzlies |
| 8.        | University of North Carolina at Pembroke | Braves    |

### All American

#### 125 lb
| Lp. | Zawodnik        | Szkoła                  |
| --- | --------------- | ----------------------- |
| 1.  | Kyle McCrite    | Grand Canyon            |
| 2.  | Cody Lensing    | Augustana               |
| 3.  | Dave Fogle      | Pittsburgh at Johnstown |
| 4.  | Ben Sergent     | Findlay                 |
| 5.  | Kenny Trumbetta | Seton Hill              |
| 6.  | Joshua Kieffer  | Indianapolis            |
| 7.  | David Demo      | MSU–Mankato             |
| 8.  | Garrett Evans   | Ouachita Baptist        |

#### 133 lb
| Lp. | Zawodnik         | Szkoła                    |
| --- | ---------------- | ------------------------- |
| 1.  | Trevor Franklin  | Upper Iowa                |
| 2.  | Andrew Pokorny   | St. Cloud State           |
| 3.  | Ryan Fillingame  | Adams State               |
| 4.  | Evan Yenolevich  | Kutztown                  |
| 5.  | Jason Jeremiason | Augustana                 |
| 6.  | Michael Magaha   | Limestone                 |
| 7.  | Justin Reinsma   | Southwest Minnesota State |
| 8.  | Adli Edwards     | Ashland                   |

#### 141 lb
| Lp. | Zawodnik       | Szkoła                 |
| --- | -------------- | ---------------------- |
| 1.  | Dalton Jensen  | Kearney                |
| 2.  | William Young  | Newberry               |
| 3.  | Daniel Ownbey  | UNC Pembroke           |
| 4.  | Chism Fink     | Augustana              |
| 5.  | Casy Rowell    | Central Oklahoma       |
| 6.  | Trevor Johnson | Mary                   |
| 7.  | Tywan Claxton  | King                   |
| 8.  | Aaron Smith    | American International |

#### 149 lb
| Lp. | Zawodnik      | Szkoła                  |
| --- | ------------- | ----------------------- |
| 1.  | Raufeon Stots | Kearney                 |
| 2.  | John Hagerty  | Maryville               |
| 3.  | Bobby Ward    | Grand Canyon            |
| 4.  | Nathan Link   | Pittsburgh at Johnstown |
| 5.  | Ky Corley     | Central Oklahoma        |
| 6.  | Ethan Swope   | Gannon                  |
| 7.  | Josh Hensley  | Adams State             |
| 8.  | Marc Hoff     | Ashland                 |

#### 157 lb
| Lp. | Zawodnik         | Szkoła                  |
| --- | ---------------- | ----------------------- |
| 1.  | T.J. Hepburn     | Kearney                 |
| 2.  | Jarrod Shaw      | West Liberty            |
| 3.  | Dillon Bera      | Parkside                |
| 4.  | Taylor Knapp     | Newberry                |
| 5.  | Bobby Williams   | Ouachita Baptist        |
| 6.  | Braden Turner    | East Stroudsburg        |
| 7.  | Zachary Lundgren | Pittsburgh at Johnstown |
| 8.  | Jeremy Bommarito | Limestone               |

#### 165 lb
| Lp. | Zawodnik        | Szkoła          |
| --- | --------------- | --------------- |
| 1.  | Mike Williams   | UNC Pembroke    |
| 2.  | Mason True      | Findlay         |
| 3.  | Tad Merritt     | St. Cloud State |
| 4.  | Joey Wilson     | Kearney         |
| 5.  | Taylor Nagel    | Mary            |
| 6.  | Matt Vandermeer | Lake Erie       |
| 7.  | Cody Quinn      | MSU–Mankato     |
| 8.  | Chester Granard | Colorado Mesa   |

#### 174 lb
| Lp. | Zawodnik         | Szkoła                  |
| --- | ---------------- | ----------------------- |
| 1.  | Victor Carazo    | Grand Canyon            |
| 2.  | Luke Rynish      | Parkside                |
| 3.  | Elliot Copeland  | Western Colorado        |
| 4.  | Shamus O’Grady   | St. Cloud State         |
| 5.  | Michael Lybarger | Findlay                 |
| 6.  | Travis Sheehy    | Newberry                |
| 7.  | Travis McKillop  | Pittsburgh at Johnstown |
| 8.  | Mark Fiala       | Kearney                 |

#### 184 lb
| Lp. | Zawodnik        | Szkoła           |
| --- | --------------- | ---------------- |
| 1.  | Derek Skala     | St. Cloud State  |
| 2.  | Adam Walters    | Findlay          |
| 3.  | Ross Brunkhardt | Kearney          |
| 4.  | Tanner Keck     | Central Oklahoma |
| 5.  | Mitch Schultz   | Upper Iowa       |
| 6.  | Dallas Smith    | Ouachita Baptist |
| 7.  | Nick Peterson   | Colorado Mesa    |
| 8.  | Matt Gille      | Parkside         |

#### 197 lb
| Lp. | Zawodnik         | Szkoła           |
| --- | ---------------- | ---------------- |
| 1.  | Luke McPeek      | Adams State      |
| 2.  | Daniel Scanlan   | Limestone        |
| 3.  | Eddie Ebewo      | East Stroudsburg |
| 4.  | Lucas Munkelwitz | St. Cloud State  |
| 5.  | Charles Morgan   | King             |
| 6.  | Shane Nolan      | UNC Pembroke     |
| 7.  | Joseph Brandt    | Ashland          |
| 8.  | Celic Bell       | Grand Canyon     |

#### 285 lb
| Lp. | Zawodnik          | Szkoła          |
| --- | ----------------- | --------------- |
| 1.  | Matthew Meuleners | Northern State  |
| 2.  | Jake Kahnke       | St. Cloud State |
| 3.  | Jacob Southwick   | Ashland         |
| 4.  | Kevin Barrett     | Kearney         |
| 5.  | Zach Rosol        | Upper Iowa      |
| 6.  | James Malechek    | Parkside        |
| 7.  | Jake Elkins       | Newberry        |
| 8.  | JD Ramsey         | West Liberty    |